# Eriko Watanabe
Eriko Watanabe (jap. 渡辺 えり子, Watanabe Eriko; 渡辺 えり, Watanabe Eri; eigentl.: 土屋 えり子, Tsuchiya Eriko; * 5. Januar 1955 in Yamagata) ist eine japanische Schauspielerin, Theaterleiterin und Dramatikerin.

## Leben
Watanabe absolvierte das Butai Geijutsu Gakuin („Institut für Theaterkunst“) und leitete ab 1978 die Theatergruppe Nijū-maru („Zweihundert“ bzw. „Zwanzig Kreise“), die sie 1980 in Sanjū-maru („Dreihundert“ bzw. „Dreißig Kreise“) umbenannte. 1983 erhielt sie für das Theaterstück Gegege no ge den Kishida-Kunio-Preis. 1987 wurde sie für Mabuta no haha mit dem Kinokuniya-Theater-Preis ausgezeichnet. 1996 erhielt sie den Japanese Academy Award als beste Nebendarstellerin für ihren Auftritt in dem Film Shall we dance?.
2001 gründete sie die Theatergruppe Uchudo, die seit 2006 Office 300 heißt und mit der sie seit 2003 Bühnenproduktionen realisiert. Bekannt wurden auch ihre Arbeiten für den Kabuki-Schauspieler Nakamura Kanzaburo XVIII. wie das Tanzdrama Ima wa mukashi Momotaro und das Schauspiel Shitakiri suzume (2007). Seit 2006 unterrichtet sie als Gastprofessorin an der Kanto-Gakuin-Universität.